# Драгожиця
Драгожиця (словац. Drahožica) — річка в Словаччині; права притока Нітри. Протікає в окрузі Партизанське.
Довжина — 13.2 км. Витікає в масиві Трибеч на висоті 560 метрів.
Протікає територією сіл Великі Угерці і Пажить.
Впадає в Нітру на висоті 197 метрів.